# Időosztásos multiplexelés
Az időosztásos multiplexelés több kis sebességű forrásból beérkező adatfolyamok átvitele egy közös nagy sebességű csatornán az időosztás elve alapján. 
Időosztás esetén egy-egy forrás az átviteli csatornát csak egy-egy rövid időszelet idejére kapja meg. Az időosztás lehet szinkron vagy aszinkron megvalósítású. 
Szinkron időosztásos multiplexelésnél az egyes források periodikusan, de mindig ugyanabban a sorrendben kapják meg az átviteli csatornát. 
Aszinkron időosztásos multiplexelésnél az egyes források számára csak akkor bocsátanak rendelkezésre egy időszeletet, ha a forrásnak éppen van továbbítanivaló adata. Ilyen esetben a rendszernek gondoskodnia kell lehetséges ütközések feloldásáról (pl. az igények sorbarendezésével és tárolásával) és a források azonosításáról (pl. címkódok használatával).